# マーク・フィッシュ
マーク・フィッシュ（Mark Anthony Fish、1974年3月14日 - ）は、南アフリカの元サッカー選手。元南アフリカ代表。ポジションはディフェンダー。

## 来歴
1993年に南アフリカ代表デビュー。自国開催となったアフリカネイションズカップ1996では全6試合に出場、優勝した。アフリカネイションズカップ1998にも出場、準優勝した。1998 FIFAワールドカップではグループステージ全3試合に出場した。2004年までに62試合に出場、2得点をあげた。

## 代表歴

### 出場大会
- 南アフリカ代表
  - 1998 FIFAワールドカップ

### 試合数
- 国際Aマッチ 62試合 2得点（1993年-2004年）[1]

| 南アフリカ代表 | 国際Aマッチ | 国際Aマッチ |
| 年             | 出場        | 得点        |
| -------------- | ----------- | ----------- |
| 1993           | 1           | 0           |
| 1994           | 6           | 0           |
| 1995           | 4           | 0           |
| 1996           | 10          | 2           |
| 1997           | 10          | 0           |
| 1998           | 14          | 0           |
| 1999           | 8           | 0           |
| 2000           | 7           | 0           |
| 2001           | 0           | 0           |
| 2002           | 0           | 0           |
| 2003           | 0           | 0           |
| 2004           | 2           | 0           |
| 通算           | 62          | 2           |